# Eumops perotis
Eumops perotis är en fladdermusart som först beskrevs av Schinz 1821.  Eumops perotis ingår i släktet Eumops och familjen veckläppade fladdermöss. IUCN kategoriserar arten globalt som livskraftig.
Inga underarter finns listade i Catalogue of Life. Wilson & Reeder (2005) skiljer mellan tre underarter.
Artepitet perotis bildas av det latinska prefixet per ("genom" eller "fullständig") och grekiska ota ("öra").

## Utseende
Arten är med en absolut kroppslängd (inklusive svans) av 157 till 184 mm och en vikt av 45 till 73 g en stor medlem i släktet Eumops. Hanar är avsevärd större än honor.  Påfallande är de 36 till 47 mm långa öronen som når framför nosen när de riktas framåt. Eumops perotis har liksom andra veckläppade fladdermöss smala vingar med en vingspann mellan 515 och 535 mm. Pälsens färg på ovansidan varierar mellan gråbrun, mörkgrå och endast brun. Hårens vita rot är ibland synlig. Vid buken förekommer grå päls. Arten har en körtel på strupen som liknar en liten påse i utseende och som producerar en doftande vätska. Påsen är hos honor mindre.
I motsats till andra arter av samma släkte som lever i USA saknar Eumops perotis långa täckhår på buken. Öronen är sammanlänkade med varandra och den lilla broskiga fliken (tragus) är bredare än hos andra Eumops-arter och mera fyrkantig.

## Utbredning och habitat
Denna fladdermus har två populationer, en i västra Nordamerika och den andra i norra Sydamerika. Den hittas även på Kuba. Arten vistas i torra eller halvtorra områden. Individerna vilar i grottor, i bergssprickor och i byggnader. De äter främst insekter.

## Ekologi
Kolonier som bildas vid viloplatsen har vanligen mindre än 100 medlemmar. I flera fall har andra fladdermusarter observerats i samma gömställe. När individen börjar flyga behöver den starta från ett ställe där den kan falla två meter för att få rätt hastighet. Eumops perotis håller ingen vinterdvala men den faller tidvis i ett stelt tillstånd (torpor). I motsats till Eumops underwoodi föredrar Eumops perotis på grund av sina långa smala tänder stora och mjuka insekter eller insekter med en skål som är måttlig hård. Arten har höga läten som kan höras av människor. Den är på morgonen och eftermiddagen aktiv i sitt gömställe men jakten sker främst under natten. Honor bildar inga avskilda kolonier före ungarnas födelse.
I motsats till flera andra fladdermöss som lever i Nordamerika förekommer ingen fördröjd embryoutveckling. Parningen sker oftast under våren och ibland under sommaren. Enligt en studie är honan 80 till 90 dagar dräktig. Per kull föds en unge eller sällan tvillingar. Ungen är vid födelsen nästan naken och har en svart kroppsfärg. Några ungar hade redan öppna ögon vid födelsen.
Artens livslängd är inte känd men vissa individer påträffades levande 2 år efter att de fick ett märke.